# Kiklopski zid
Kiklopski zid je gradbena tehnika, ki za zidanje uporablja masivne, pogosto megalitske kamnite bloke, ki so praviloma le malo obdelani ter spojeni v zid na suho, brez veziva. 
Pri tem najenostavnejšem načinu zidanja so nepravilni kamniti bloki nanizani eden zraven in drug nad drugim, obdelani pa le toliko, da so deli, ki motijo dobro nalaganje blokov, odklesani. Praznine, ki motijo stabilnost blokov v zidu, se izpopolnijo z manjšimi kamni, lahko pa se dodatno zapolnijo z zemljo, zmesjo gline ali kamnitim drobirjem.
Ime takega načina je povezano s kiklopi, grškimi enookimi velikani, za katere so verjeli, da so edini lahko gradili s takimi kamnitimi megabloki, ki so tehtali več ton.  Kiklopski zidovi, s katerimi so bile utrjene Mikene, so bili debeli okoli 4,5 do 6 metrov, visoki pa do 15 metrov.[3] Kiklopski zid v Tirintu, ki s svojo masivnostjo deluje celo bolj zastrašujoče kot slavnejši zidovi Miken, imajo tudi obrambno vlogo.  Hodniki si bili verjetno obokani z nepravim obokom in so izvorno povezovali trdnjave, ki so bile znotraj obzidja. 
Kiklopski zid pogosto napačno zamenjujejo s poligonalnim zidom, pri katerem se uporabljajo precej bolj obdelani, poligonalni kamniti bloki, ki so bili v kasnejših obdobjih dodatno obdelani in dobivali vse bolj kvadratno obliko. Na koncu so graditelji za gradnjo zidov uporabljali pravilno klesane kamnite kvadre. Seveda so se ti uporabljali samo za reprezentančne zgradbe, saj je klesanje takega kvadra zahtevalo izjemno spretnost in veliko časa. Tak način gradnje z odlično oblikovanimi kvadri je Vitruvij imenoval opus isodomum.